# Saint-Avit-de-Soulège
Saint-Avit-de-Soulège är en kommun i departementet Gironde i regionen Nouvelle-Aquitaine i sydvästra Frankrike. Kommunen ligger i kantonen Sainte-Foy-la-Grande som tillhör arrondissementet Libourne. År 2022 hade Saint-Avit-de-Soulège 81 invånare.

## Befolkningsutveckling
Antalet invånare i kommunen Saint-Avit-de-Soulège
Referens:INSEE